# Sudbeni kotar Pag
Sudbeni kotar Pag bio je jedan od sudbenih kotara (njem. Gerichtsbezirk), koji su predstavljali manje upravno-teritorijalne jedinice nekadašnje Carevine Austrije u okvirima Austro-Ugarske monarhije. Zajedno sa sudbenim kotarima Biograd, Rab i Zadar činio je veću upravno-teritorijalnu jedinicu politički kotar Zadar u sastavu austrijske krunske zemlje Dalmacije. Prostirao se je 1900. godine na 294,71 km.2 Sjedište sudbenog kotara bilo je u Pagu, a službeno je iskazivan i na talijanskom jeziku pod imenom Pago.

## Stanovništvo
Godine 1900. u sudbenom je kotaru Pagu živjelo 7.039 stanovnika popisanih kao lokalno civilno stanovništvo i "stranci" (stanovništvo iz drugih dijelova carstva - "nezavičajno" (njem. Staatsfremde) bez stalnog boravka u Dalmaciji, zatečeno na licu u vrijeme popisa, koje je u popisnim kolonama bilo vjerski, ali ne i jezično raspoređeno)), te kao vojničko stanovništvo. Izjašnjavanja u smislu narodnosne pripadnosti nije bilo, a hrvatski i srpski jezik iskazani su kao jedan jezik pod službenim imenom "srpsko-hrvatski jezik" (njem. serbo-kroatisch).
U odnosu na strukturu stanovništva ukupno je popisano 7.039 osoba ili 100% iz reda civilnog stanovništva, od toga lokalnog, "zemaljskog" iz Dalmacije 7.023 ili 99,77%, te "nezavičajnog" odn. iz drugih dijelova monarhije 16 osoba ili 0,22%. Vojničkoga stanovništva nije bilo.
| Sudbeni kotar Pag | 7.039 | 7.039 | - | - | - | 6.911  | 112   | - | 16    | Sada je podijeljen između upravnih jedinica: grada Novalje (Ličko-senjska županija), te grada Paga i općina Kolan i Povljana (Zadarska županija). |
| %                 | 100%  | 100%  | - | - | - | 98,18% | 1,59% | - | 0,22% | |

## Naselja
Sudbeni kotar Pag koji je istodobno bio i općina sastojao se iz 8 naseljenih mjesta i njihovih dijelova - zaselaka (u zagradi je dat broj stanovnika s popisa od 31. prosinca 1900. godine):
| Barbat (Barbato)              | 438   | 438   | - | - | - | 438   | -  | - | -  | Barbat Donji ili Metajna (Barbato Inferiore) (151), Barbat Srednji ili Grba (Barbato Medio) (147), Barbat Gornji ili Zaglava (Barbato Superiore) (140)                 | Sada se iskazuje pod imenom Zubovići. Sadrži podatke i za naselja Kustići, Metajna i Vidalići. |
| Dinjiška                      | 237   | 237   | - | - | - | 237   | -  | - | -  | Dinjiška (128), Gorica (65), Stara Vas (3), Vrčići (19), Ždrijac (22)                                                                                                  | Sadrži podatke i za naselja Gorica, Miškovići, Stara Vas i Vrčići.                             |
| Kolane ili Kolan              | 301   | 301   | - | - | - | 291   | 6  | - | 4  | Kolane ili Kolan (255), Mandrija Velika ili Veli Kanal (8), Šimuni (Porto Simoni) (12), Slatina (20), Sveti Duh (S. Spirito) (6)                                       | Sada se iskazuje pod imenom Kolan. Sadrži podatke i za naselja Mandre i Šimuni.                |
| Lun ili Puntalun (Punta Loni) | 352   | 352   | - | - | - | 352   | -  | - | -  | Jemini-Imajl (70), Kalac (15), Lun ili Puntalun (Punta Loni) (263), Stanišće (4), Vidonjica (Tavernella) (0)                                                           | Sada se iskazuje pod imenom Lun.                                                               |
| Novalja (Novaglia)            | 1.361 | 1.361 | - | - | - | 1.353 | 7  | - | 1  | Močišnjak (0), Novalja (Novaglia) (1.004), Novalja Stara (Novaglia Vecchia) (350), Skarda (0), Spital (Ospitale) (0), Sveti Ante (S. Antonio) (7), Zaska ili Čaška (0) | Sadrži podatke i za naselja Caska, Gajac, Kolanjski Gajac, Potočnica i Stara Novalja.          |
| Pag (Pago)                    | 3.966 | 3.966 | - | - | - | 3.856 | 99 | - | 11 | Prosika (Magazzeni) (0), Maun (Maoni) (0), Pag (Pago) (3.960), Starigrad (Terravecchia) (0), Košlin (Val Cassione) (6)                                                 | Sadrži podatke i za naselja Bošana i Košljun.                                                  |
| Povljana                      | 189   | 189   | - | - | - | 189   | -  | - | -  | Povljana (176), Smokvica (13) | Sadrži podatke i za naselje Smokvica.                                                          |
| Vlašić                        | 195   | 195   | - | - | - | 195   | -  | - | -  | Vlašić (195) | Sada se iskazuje pod imenom Vlašići.                                                           |